# Сандісуу
Сандісуу (ест. Sandisuu) — село в Естонії, входить до складу волості Риуге, повіту Вирумаа.